# Cretonia
Cretonia is een geslacht van vlinders van de familie spinneruilen (Erebidae).

## Soorten
- C. atrisigna Hampson, 1910
- C. brevioripalpus Hulstaert, 1924
- C. ethiopica Hampson, 1910
- C. floccifera Hampson, 1896
- C. platyphaeella Walker, 1866
- C. vegeta (Swinhoe, 1885)